# Agencja Artystyczna MTJ
Agencja Artystyczna MTJ – polska niezależna wytwórnia płytowa z siedzibą w Warszawie, założona w 1990 roku.
Firma została zarejestrowana w 1990 roku. Na początku funkcjonowała jako hurtownia kaset magnetofonowych i płyt CD. W 1995 roku wydała pierwszą płytę w swojej historii: album Jedzie pociąg z daleka Ryszarda Rynkowskiego. 
Agencja Artystyczna MTJ wydała ponad 1500 pozycji audio i video oraz sprzedała ponad 9 milionów nośników z nagraniami polskich artystów.

## Dodatkowa działalność
Poza wydawnictwami muzycznymi, katalog video Agencji Artystycznej MTJ obejmuje również pełnometrażowe filmy DVD, między innymi kilka serii wydawniczych:
- Klasyka Polskiego Kina Wojennego
- Kino Francuskie
- Gwiazdy Muzyki Rozrywkowej
- Kolekcja Karola Maya (m.in. Winnetou)
- Złote Lata Filmu Czeskiego

W trakcie swojej działalności Agencja Artystyczna MTJ wykupiła znaczną część katalogów polskich firm fonograficznych: Tonpress, Veriton, Poljazz, Pronit, Rogot, Polmark, Seles oraz Blue Star.
Agencja Artystyczna MTJ brała też udział w powstaniu oficyny Mega Czad. Do dzisiaj label istnieje w ramach działalności Agencji.